# Тешань (Босния и Герцеговина)
Те́шань (босн. Tešanj) — город, центр одноимённой общины на севере Боснии и Герцеговины неподалёку от Теслича и Добоя. Расположен в Зеницко-Добойского кантона Федерации Боснии и Герцеговины.
Город стоит на реке Тешаньке, впадающей в Усору, притока Босны.
Согласно переписи 1991 года, в общине Тешань проживало 48 390 человек, а в самом городе — 6 058. Большинство населения составляли боснийцы. В 1999 году население возросло до 52,300 в связи с наплывом беженцев.